# Éducation par la nature
 (août 2025).
L’éducation par la nature (EPN) est une approche pédagogique émergente qui vise à réconcilier l’enfant avec son milieu naturel au sein de l’éducation préscolaire et scolaire. Elle s’inscrit dans le contexte d’un intérêt croissant pour la santé globale et le développement des jeunes enfants, ainsi que pour l’éducation à la durabilité. L’UNESCO recommande ainsi en 2021 de « restaurer le lien » entre l’humain et la nature, notamment en intégrant les savoirs autochtones dans l’éducation. De fait, cette démarche connaît un essor international : des programmes d’« école en forêt » (forest kindergartens) existent depuis des décennies en Scandinavie ou en Allemagne, et des mouvements comme Children & Nature ont popularisé ses bienfaits aux États-Unis. Plusieurs recherches récentes soulignent que des pratiques régulières en milieu naturel contribuent au développement global des enfants.

## Définition et principes fondamentaux
L’éducation par la nature est « une approche orientant l’ensemble d’un milieu éducatif autour d’un contact étroit entre l’enfant et son écosystème ». Elle se fonde sur quelques principes clés. On y privilégie une autre vision du temps (plus lente, régulière et prolongée) et l’utilisation d’environnements riches en biodiversité. La pédagogie est dite émergente : l’enfant y explore et joue librement avec des matériaux naturels (branches, sable, eau, etc.), tandis que l’éducateur soutient et enrichit ce jeu. Parmi les autres principes figurent la qualité des interactions éducatives, la prise de risques saine (par ex. grimper aux arbres) pour développer l’autonomie, ainsi que la collaboration étroite avec les familles et la communauté locale. L’objectif final est de favoriser l’apprentissage global de l’enfant tout en éveillant progressivement sa sensibilité écologique et son attachement au milieu naturel,.

## Historique et développement
L’éducation par la nature puise ses sources dans des traditions pédagogiques européennes du XXᵉ siècle. Par exemple, dès les années 1950 des jardins d’enfants en forêt ont émergé au Danemark et en Suède (p. ex. le programme « I Ur och Skur » en Suède depuis 1985), et en Allemagne il existe des Waldkindergärten depuis les années 1960 (le premier reconnu officiellement en 1993). En Toscane, l’approche inspirée de la Pédagogie Reggio lie depuis longtemps l’accueil de la petite enfance au territoire naturel. Ces pratiques ont inspiré des modèles similaires en Italie du Nord, en Scandinavie et dans d’autres pays. Aux États-Unis et au Canada, des réseaux (Children & Nature, Forest School Foundation) ont diffusé cette idée. Plus récemment, au Québec l’Association québécoise des CPE (AQCPE) a développé, en partenariat avec des chercheurs, un cadre de référence « Alex » pour soutenir l’ÉPN dans les services de garde éducatifs, fruit de l’expérimentation menée depuis 2018 par une quinzaine de garderies pilotes.

## Concepts connexes et distinctions
De nombreuses appellations voisines existent pour décrire l’apprentissage en milieu naturel : « éducation en plein air », « classe dehors », « classe nature », « forest school », etc. Ces termes reflètent des nuances pédagogiques, mais tous visent à offrir aux apprenants des expériences signifiantes en nature. Par exemple, certains enseignants envisagent le plein air comme un simple déplacement de la classe (transférer le cours dehors sans modifier la méthode), alors que l’éducation par la nature insiste sur une interaction active avec l’environnement. À la différence de l’éducation relative à l’environnement traditionnelle (qui traite de connaissances écologiques en classe), l’ÉPN fait du milieu naturel un cadre et un agent central de l’apprentissage,.

## Pratiques et exemples
Dans le monde, de nombreux milieux éducatifs ont intégré des pratiques d’éducation par la nature. En Scandinavie et en Allemagne, un nombre important de jardins d’enfants se déroule quotidiennement en forêt quel que soit le temps (en Suède et au Danemark, environ 15–20 % des structures préscolaires sont des programmes « skovbørnehaver » ou « skogen barnehage »). En Italie, certaines régions (p. ex. Toscane) associent depuis longtemps les municipalités au développement de sites nature pour les tout-petits. En Amérique du Nord, on trouve des nature preschools (par exemple dans l’Oregon, la Californie, l’Ontario) et des écoles primaires à pédagogie verte (Forest Schools). Au Québec, des services de garde éducatifs (CPE) ont expérimenté l’EPN dans le cadre du projet Alex : les éducatrices participantes rapportent que cette démarche enrichit le développement global des enfants et améliore la qualité des interactions (même en contexte de pandémie). Plusieurs témoignages indiquent aussi qu’une fois lancée, l’approche séduit durablement les équipes éducatives.

## Impacts, critiques et limites
Les effets positifs de l’éducation par la nature sur le développement de l’enfant sont documentés : elle encourage l’activité physique (motricité, équilibre, endurance) et stimule la créativité. Elle semble par ailleurs favoriser l’autorégulation émotionnelle, les compétences sociales et la confiance en soi des enfants,.  Des revues systématiques récentes confirment ces tendances : Johnstone et al. (2022) ont noté des associations positives entre programmes nature et régulation de l’attention, développement socio-émotionnel ou éveil à la nature. De même, une synthèse de Zhang & Xu (2023) conclut que jouer en milieu naturel soutient non seulement le développement moteur (activité physique) mais aussi cognitif et socio-émotionnel des jeunes enfants. Enfin, l’éducation hors les murs renforce l’attention et la motivation des élèves et contribue à leur bien-être global.
Cependant, ces conclusions restent pour l’instant peu solides sur le plan méthodologique. Les revues notent une faible certitude des preuves (peu d’études rigoureuses à gros effectifs) et l’absence d’évaluations longitudinales. Les chercheurs appellent à des enquêtes plus robustes (groupes témoins, mesures fines de l’exposition à la nature) pour mieux cerner les mécanismes d’action. En outre, certaines critiques soulignent que dans la pratique l’éducation en nature reste souvent centrée sur le bénéfice immédiat à l’enfant (bien-être, réussite scolaire) : le volet écologique (sensibiliser les enfants à leur milieu) y est parfois abordé comme un bonus secondaire plutôt qu’un objectif principal. Enfin, cette approche nécessite un soutien institutionnel (formation des enseignants, acceptation des risques liés au plein air, soutien logistique) que tous les systèmes éducatifs ne sont pas encore prêts à fournir.